# Takakkaw Falls
Der Takakkaw Falls ist ein Wasserfall im Yoho-Nationalpark, in der Nähe von Field, British Columbia, Kanada. Der Wasserfall wird im Wesentlichen vom Schmelzwasser des Daly Gletschers, der Teil des Wapta Eisfeldes ist, gespeist. Mit einer Höhe von 381,1 m, nach offizieller Messung, ist er einer der höchsten Wasserfälle Westkanadas. Jedoch erfolgt der freie Fall nur über eine Höhe von 260 m. Allgemein sichtbar ist dabei nur der untere freie Fall, der obere Fall bis zu einer Zwischenstufe ist nur nach einer Kletterpartie zum oberen Teil sichtbar.
Takakkaw kommt aus der Sprache der Cree und bedeutet so viel wie „es ist großartig“.
Der Wasserfall ist eine touristische Attraktion, vor allem im späten Frühjahr nach der Schneeschmelze, wenn der Wasserfall am meisten Wasser führt. Der Takakkaw Falls erschien 1995 auch im Film Das Tal der letzten Krieger.

## Weitere Bilder

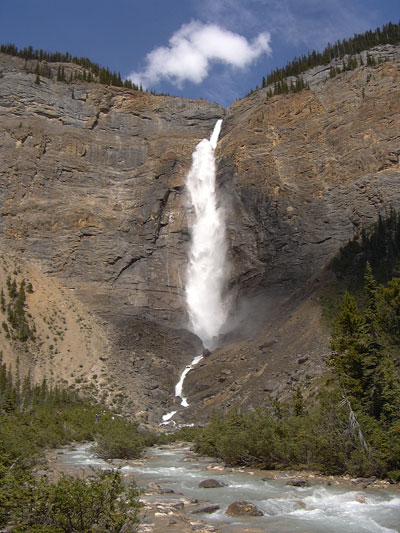
Im Juli 2004
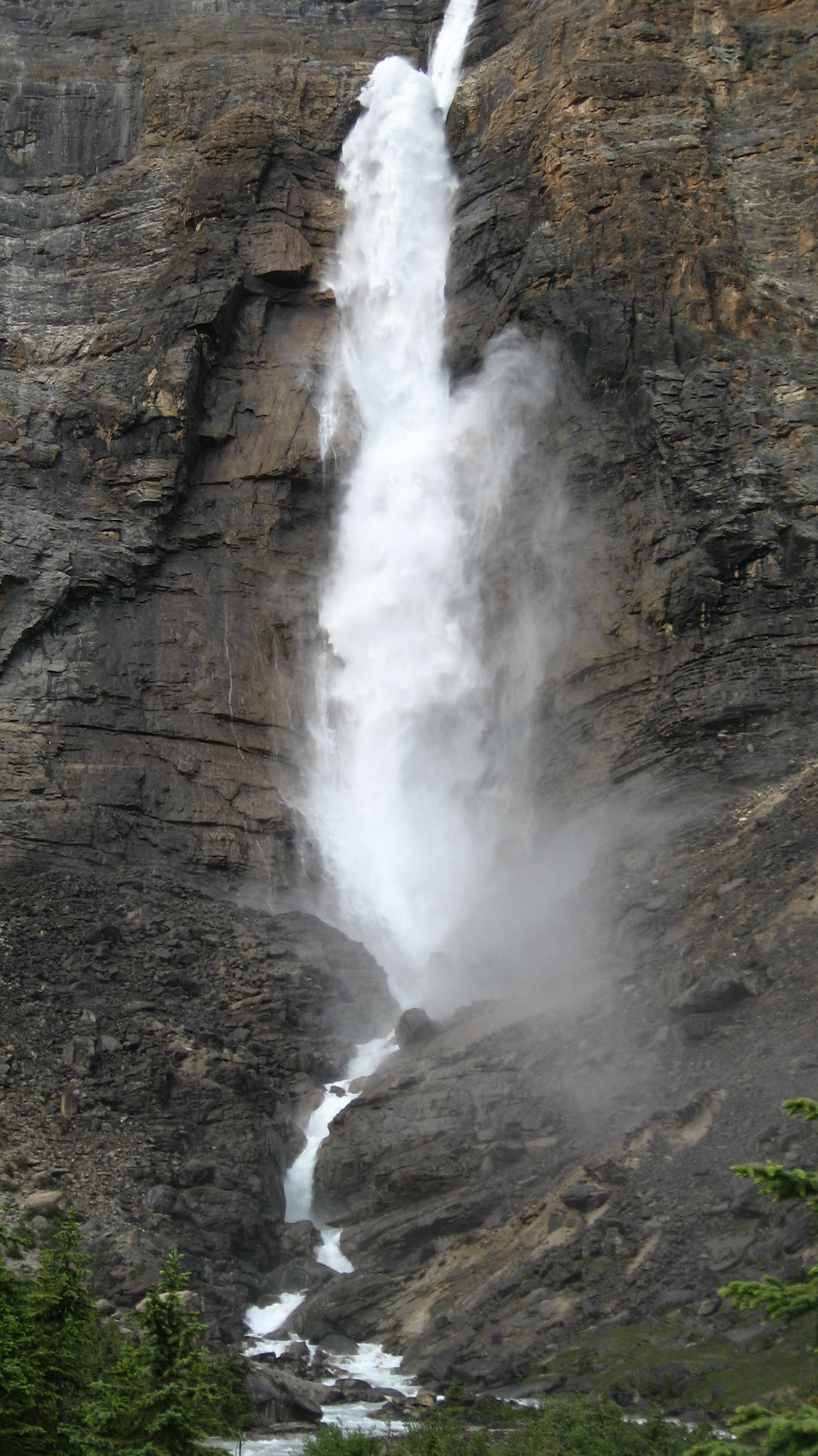
Im Juli 2007
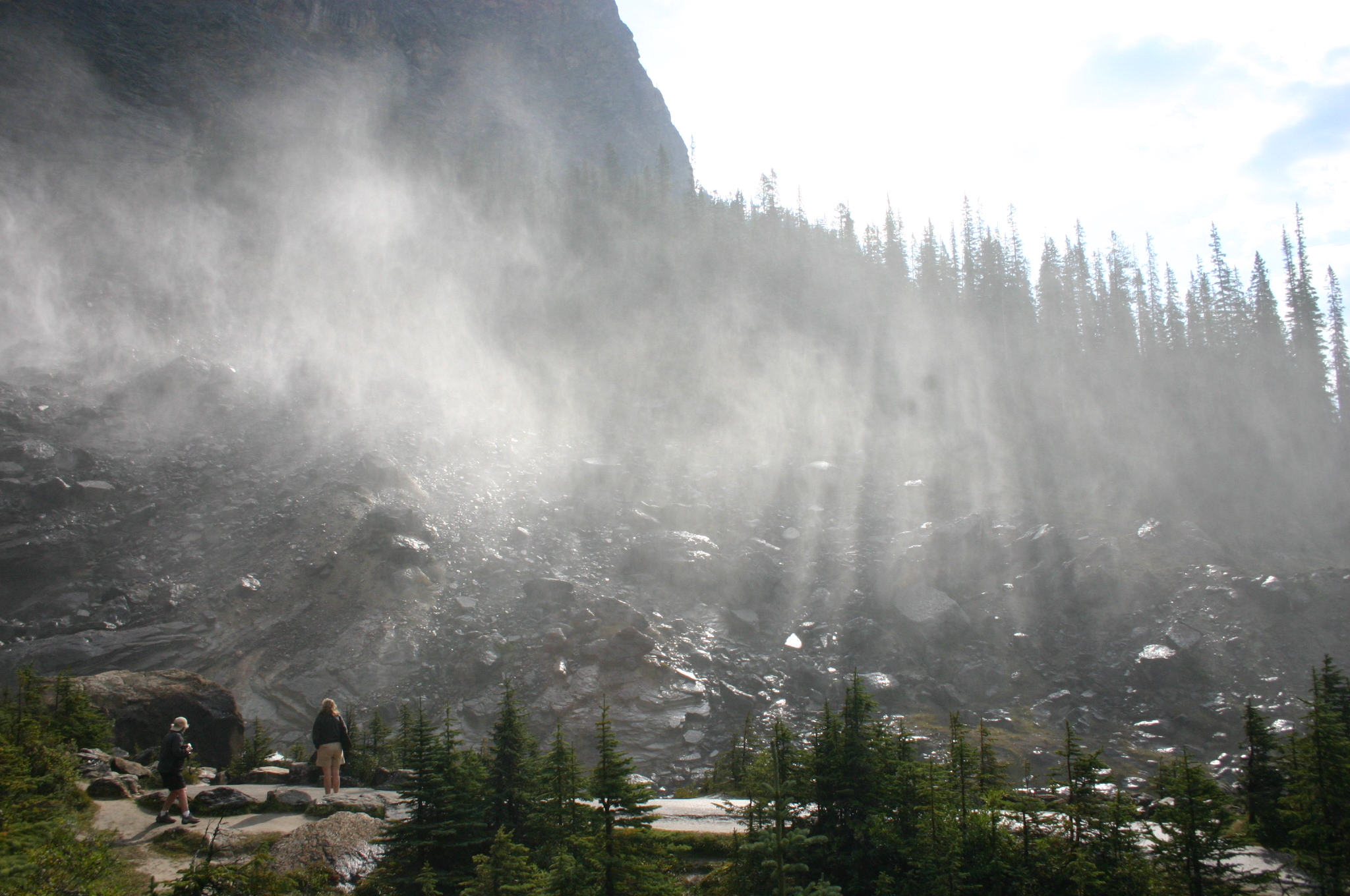
Dämmerungsstrahlen durch den Nebel vom Takakkaw Falls
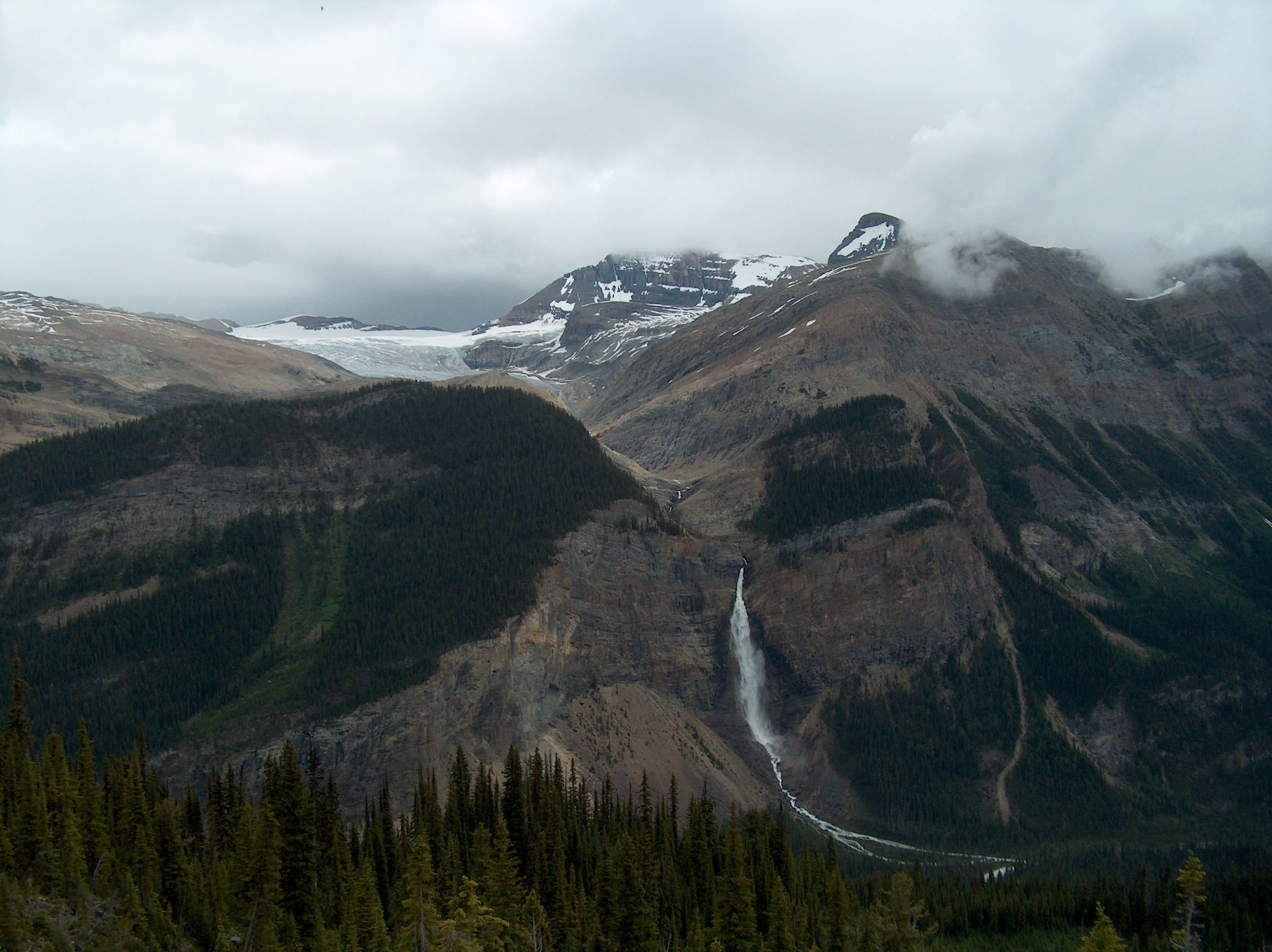
Daly Gletscher und Takakkaw Falls am 16. Juli 2005